# Sire Raul
Sire Raul (Milano, 1100 circa – 1200 circa) è stato uno storico e funzionario italiano.

## Biografia
Vissuto a Milano tra la fine del XII secolo e l'inizio del XIII, di lui non si hanno notizie precise.
Era probabilmente un funzionario al servizio del podestà di Milano; forse prese parte personalmente alla battaglia di Carcano (9-10 agosto 1160), in cui si scontrarono le milizie comunali e l'esercito di Federico Barbarossa.
Ricordato principalmente per la sua attività di cronista, Sire Raul è l'autore degli Annales Mediolanenses, in cui ha lasciato importanti cronache relative allo scontro fra l'imperatore Federico I e il comune di Milano.